# Cacosternum poyntoni
Cacosternum poyntoni је водоземац из реда жаба (Anura) и фамилије Pyxicephalidae. 

## Угроженост
Подаци о распрострањености ове врсте су недовољни.

## Распрострањење
Ареал врсте је ограничен на једну државу. 
Јужноафричка Република је једино познато природно станиште врсте.

## Станиште
Станиште врсте су слатководна подручја. 